# Mario & Wario
Mario & Wario (マリオとワリオ Mario to Wario) és un videojoc desenvolupat per Game Freak i distribuït per Nintendo per a la Super Famicom (Super Nintendo a Amèrica del Nord i a Europa). Va eixir al mercat el 27 d'agost de 1993 i va ser desenvolupat en exclusiva al Japó, encara que a pesar d'això el joc està completament en anglès.
Mario & Wario és un dels pocs jocs que Super Nintendo que utilitzen el "Ratolí de Super Nintendo" com sistema de control en comptes del comandament clàssic, arribant a ser un joc notable amb aquesta manera de control.

## Joc
La premissa del joc és que Wario ha cobert el cap de Mario amb diversos objectes impedint-li veure el camí, tenint el jugador que guiar-li per a així evitar els distints obstacles i portar-li per un camí segur. El jugador, amb el ratolí de Super Nintendo, maneja a una menuda fada dita Wanda. Utilitzant el ratolí, Wanda pugues realitzar diverses funcions, tals com danyar als enemics, fer que Mario canvie d'adreça o influir en altres aspectes de l'entorn amb l'objectiu d'orientar el moviment continu de Mario a Luigi, qui li pot llevar els respectius objectes del cap. Al final de cada món Wanda es bat en duel amb Wario, qui està contínuament volant pel cel en el seu avió. Altres personatges que poden ser guiats a més de Mario són la Princesa Peach i Yoshi, encara que l'única diferència entre els tres és la velocitat que caminen, sent Peach el personatge més lent, Mario el personatge mitjà i Yoshi el més ràpid dels tres. No obstant això, com més ràpid és el personatge més difícil és maniobrar amb ell i amb l'entorn que li envolta.